# جامع الشابندر (بعقوبة)
جامع الشابندر في بعقوبة هو من مساجد العراق التاريخية الأثرية في محافظة ديالى، ولقد شيد وبني في عام 1300هـ/1882م بعهد الدولة العثمانية، من قبل عائلة الحاج محمود سعيد جلبي الشابندر، وتبلغ مساحته أكثر من 2000م2، وهو من أوسع المساجد في بعقوبة، ولكن أزيل قسماً منهُ لأجل توسعة الطريق المجاور لهُ، وفيه عدد كبير من الشقق السكنية والمحال التجارية التابعة لهُ، وفيه قاعة لإقامة المناسبات الدينية ومجالس العزاء.
ونظراً إلى قدم تاريخ مبنى الجامع فقد تم تعميرهُ مرات عديدة، وآخرها كان في عام 1432هـ/2011م، على نفقة ديوان الوقف السني في العراق حيث جرت إضافة حرم مصلى جديد إلى الحرم القديم. وتقام في الجامع حالياً صلاة الجمعة وصلاة العيدين والصلوات الخمس المكتوبة.
ومن الأئمة الأعلام الذين تولوا منصب الإمامة والخطابة في صلاة الجمعة الشيخ حمدي الأعظمي، عندما كان مدرسا في المدرسة الرشدية في بعقوبة عام 1899م.